# Callitris muelleri
Callitris muelleri là một loài thực vật hạt trần trong họ Cupressaceae. Loài này được Parl. Benth. & Hook.f. ex F.Muell. mô tả khoa học đầu tiên năm 1882.